# 大馬士革 (喬治亞州)
大馬士革（英語：Damascus）是一個位於美國喬治亞州厄爾利縣的城市。

## 地理
大馬士革的座標為31°17′55″N 84°43′03″W / 31.29861°N 84.71750°W，而該地的平均海拔高度為67米（即220英尺）。

## 人口
根據2010年美國人口普查的數據，大馬士革的面積為4.58平方千米，當中陸地面積為4.56平方千米，而水域面積為0.02平方千米。當地共有人口254人，而人口密度為每平方千米55.46人。